# Salzburg Challenger 1992
Il Salzburg Challenger 1992 è stato un torneo di tennis facente parte della categoria ATP Challenger Series nell'ambito dell'ATP Challenger Series 1992. Il torneo si è giocato a Salisburgo in Austria dal 22 al 28 giugno 1992 su campi in terra rossa.

## Vincitori

### Singolare
Jordi Arrese ha battuto in finale  Gilbert Schaller con il punteggio di 7–6, 7–6

### Doppio
Jan Apell /  Mikael Tillström hanno battuto in finale  Jordi Arrese /  Nils Holm con il punteggio di 3–6, 6–2, 6–2